# Grad (demon)
Grad – demon słowiański uosabiający groźne zjawiska meteorologiczne, wyobrażany jako mężczyzna sprowadzający gradobicie.  